# Chironomus baraderensis
Chironomus baraderensis är en tvåvingeart som först beskrevs av Lynch Arribalzaga 1893.  Chironomus baraderensis ingår i släktet Chironomus och familjen fjädermyggor. Inga underarter finns listade i Catalogue of Life.